# Alfonso Goulet
Alfonso Goulet Goulet (El Cobre, Oriente, Cuba, 23 de enero de 1865 - Batalla de Peralejo, Oriente, Cuba, 13 de julio de 1895) fue un militar cubano del siglo XIX.

## Orígenes y primeros años
Alfonso Goulet Goulet nació en el poblado de El Cobre, Oriente, Cuba, el 23 de enero de 1865, siendo descendiente de franceses.
El 10 de octubre de 1868 estalló la Guerra de los Diez Años (1868-1878), primera guerra por la independencia de Cuba.

## Tregua Fecunda
En esa época, Goulet era tan sólo un niño. Sin embargo, al estallar la Guerra Chiquita (1879-1880), segunda guerra independentista cubana. El adolescente Alfonso Goulet se pronunció en su región natal. Las autoridades coloniales españolas lo apresaron y deportaron a España. No lo fusilaron teniendo en cuenta su corta edad.
Al transcurrir los años de la Tregua Fecunda (1880-1895), Goulet se vinculó a las distintas conspiraciones independentistas en Cuba. Participó activamente en la fallida conspiración llamada Paz del Manganeso, en 1890.

## Guerra Necesaria y muerte
Al estallar la Guerra Necesaria (1895-1898), el 24 de febrero de 1895, Goulet se alzó en las inmediaciones del poblado de "El Cobre" y se incorporó inmediatamente a las fuerzas independentistas cubanas dirigidas por el entonces Coronel Jesús Rabí. Fue ascendido a Comandante en abril de ese mismo año.
Posteriormente, ya subordinado al Mayor general Antonio Maceo, participó en la Batalla de El Jobito, el 13 de mayo de 1895. Fue ascendiendo rápidamente, hasta alcanzar los grados de General de Brigada (Brigadier).
Bajo las órdenes del Mayor general Antonio Maceo, el Brigadier Goulet fue el encargado de proteger la impedimenta cubana durante la cruenta Batalla de Peralejo, el 13 de julio de 1895. Alfonso Goulet murió en combate, en un lugar conocido como “La Caoba”, mientras sus tropas resistían el fuerte ataque de tropas enemigas. Tenía 30 años de edad.
Como epílogo de esta historia, cabe mencionar que las fuerzas cubanas alcanzaron la victoria en Peralejo.